# Chanson de Katioucha
 (septembre 2016).
Ne pas confondre avec Katioucha (chanson)
La Chanson de Katioucha (カチューシャの唄, Kachūsha no Uta) est une chanson japonaise populaire du début du XXe siècle. Composée dans l'échelle pentatonique majeure par Shinpei Nakayama, elle est interprétée par l'actrice Sumako Matsui dans une version filmée du roman Résurrection de Léon Tolstoï située en 1914 à Tokyo. 
Ses disques se vendent extrêmement bien et elle est jouée par les musiciens de rue à travers l'empire du Japon. Certains historiens de la musique la considèrent comme le premier exemple de musique populaire japonaise moderne (voir Ryūkōka).

## Source de la traduction
- (en) Cet article est partiellement ou en totalité issu de l’article de Wikipédia en anglais intitulé « Katyusha's song » (voir la liste des auteurs).